# PEPE
PEPE est une cryptomonnaie de type meme coin fondée en 2023 par une équipe anonyme. Son image est inspirée du personnage de bande dessinée Pepe la grenouille. Pepe est le troisième plus gros meme coin, derrière les populaires Dogecoin et Shiba Inu,. Fin 2023, elle pèse dix milliards de dollars. 

## Fonctionnement
Le créateur de la cryptomonnaie a renoncé à la propriété du contrat, empêchant toute manipulation par le contrat intelligent. Aussi, la tokenomie du projet est unique : le créateur a placé sous séquestre 93,1% de ses jetons, dans une « réserve de liquidité » d’Uniswap, avant de « brûler » les clés permettant de les récupérer. C'est-à-dire que les jetons ont été envoyés à une adresse nulle et sont ainsi devenus irrécupérable.
Aussi, le jeton a un fonctionnement déflationniste : son offre est limitée et sa circulation est progressivement réduite grâce à un mécanisme de brûlage. A chaque transaction, une partie des jetons est détruite. Ce mecanisme participe à la flambée du même coin.

## Histoire
La crypto PEPE est créée le 17 avril 2023 sur la blockchain Ethereum par un anonyme et a été lancée sur la bourse décentralisée Uniswap. Elle se base sur un personnage de bande dessinée devenu un mêmes répandu sur Internet. Le même constituait un symbole de fans de jeux vidéos avant d’être utilisé au cours de la campagne présidentielle américaine. Sur le site du projet, l'équipe explique que la crypto « rend simplement hommage à un meme que nous aimons et reconnaissons tous ». Le même site internet affiche la formule « Make Memecoins Great Again », en référence au slogan « Make America Great Again » de la campagne du président américain Donald Trump. 
Quelques jours après son lancement, la crypto gagne 700%. Mi-mai 2023, elle perd 65 % de sa valeur. Le même mois, la plateforme d'échange de cryptomonnaie Binance liste le PEPE. 
Le 24 octobre 2023, l’équipe derrière le memecoin brûle 5,5 millions de dollars de jetons, soit 1,6% des PEPE en circulation. Cela entraine une hausse marquée du cours du coin. 
En 2024, le PEPE augmente de 866% au cours des sept premiers mois de l'année. Il s'agit de la plus grande hausse au sein des 30 plus importants crypto-actifs sur cette période. En juillet 2024, sa capitalisation est de 4,7 milliards de dollars et son prix s'élève à 0,0000113 euros. En avril 2024, l'une des flambées de la crypto s'achève par une baisse de 70%.

## Critique
Selon BFM, Pepe serait une cryptomonnaie opaque, inutile et sans valeur intrinsèque.